# Sarenne (pista sciistica)

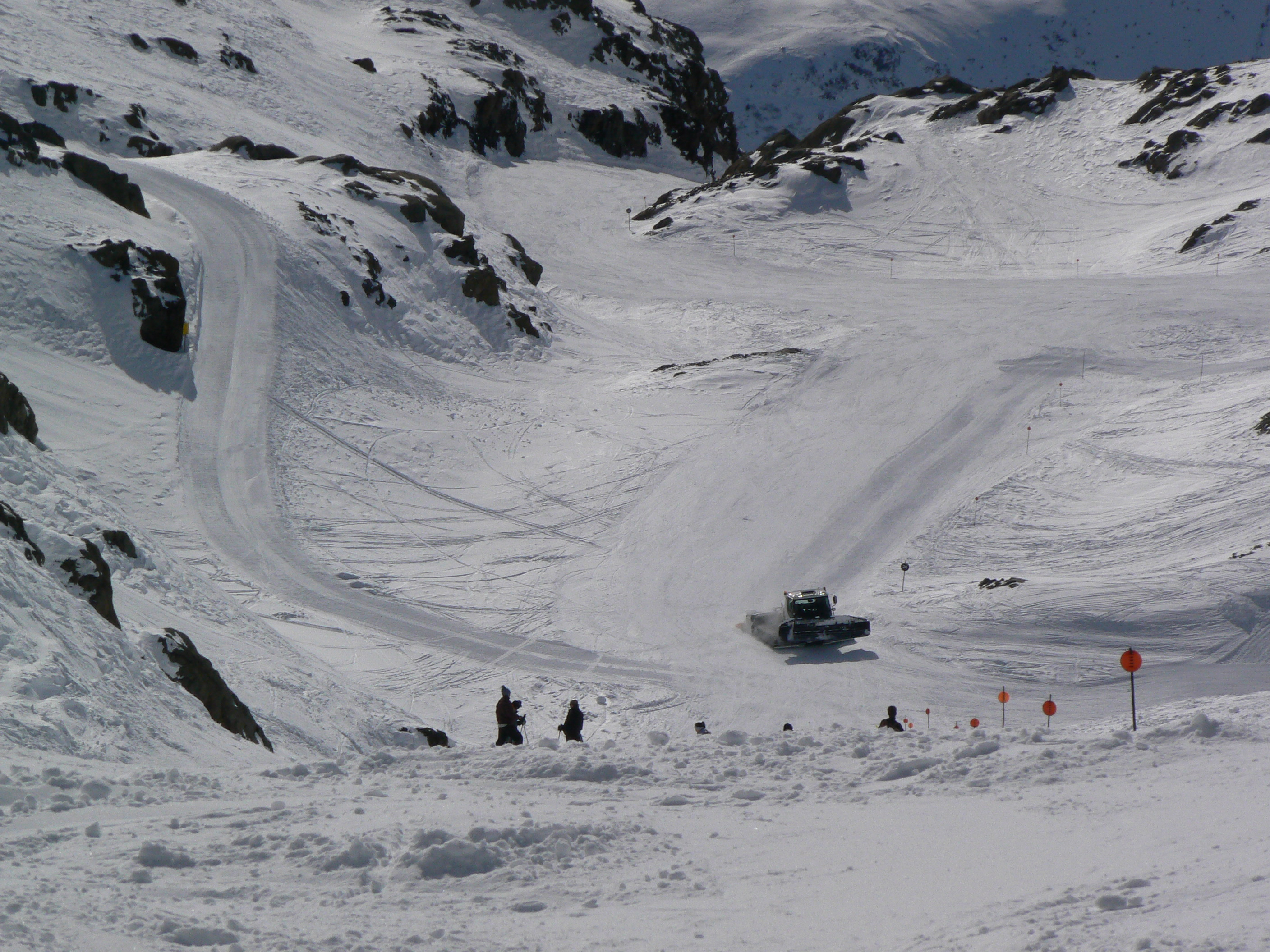
La Sarenne dall'alto

La Sarenne è una pista sciistica situata nel comprensorio sciistico dell'Alpe d'Huez. È la pista nera più lunga del mondo, 18 Km partendo dall'omonimo ghiacciaio, raggiungibile dalla teleferica del Pic Blanc (2.700 m/3.330 m) con l'impianto di risalita che raggiunge la vetta del Pic Blanc (3.330 m).
Dalla vetta è possibile vedere il Massiccio del Monte Bianco, la Meije (3.982 m), le Aiguilles d'Arves (3.358/3.513/3.427 m); si riescono a vedere anche la Barre des Écrins (4.102 m) e il Pelvoux (3.943-3.932 m) del Parco nazionale des Écrins; infine si vedono il Monte Rosa, il Cervino e il Rocciamelone.
La pista inizia a 3.330 m e incontra la pista Tunnel che scende verso l'Alpe d'Huez e torna alla partenza della teleferica e le piste provenienti dall'impianto Marmottes III (2.800 m/3.060 m). La pista ha un dislivello di 2000 m e giunge nelle Gorges de Sarenne situate tra gli impianti dell'Alpe d'Huez ed Auris in Oisans. Dalla pista si può vedere Les Deux Alpes, altra stazione sciistica francese e il suo ghiacciaio sciabile anche in estate. Ogni mese è possibile fare una discesa sulla Sarenne al chiaro di luna insieme ai maestri di sci.